# Шлайден
Шлайден (на немски: Schleiden) е град в Айфел планина в Северен Рейн-Вестфалия, Германия с 12 934 жители (към 31 декември 2016). През него тече река Олеф
Градът Шлайден съществува от 1 януари 1972 г. През Средновековието от 12 век Шлайден е център на Господството Шлайден, от 1602 г. на Графството Шлайден.
- Дворец Шлайден (2015)
- Дворцовата църква Св. Филипус и Якобус